# Der Cowboy, den es zweimal gab
Der Cowboy, den es zweimal gab ist eine US-amerikanische Filmkomödie aus dem Jahr 1951 von Norman Panama und Melvin Frank, die den Film auch geschrieben und für Metro-Goldwyn-Mayer produziert haben. Die Hauptrollen wurden mit Fred MacMurray, Dorothy McGuire und Howard Keel in einer Doppelrolle besetzt.

## Handlung
Die Fernseh-Ausstrahlung einer alten Westernserie um den singenden Cowboy Smoky Callaway findet zur Überraschung des Senders besonders bei Kindern einen hohen Anklang. Da der Hauptdarsteller mittlerweile nicht mehr auffindbar ist, können keine neuen Filme produziert werden. Tom Lorrison, Chef des Senders, beauftragt Smokys letzten Filmagenten, Georgie Markham, den ehemaligen Star aufzutreiben. Auch Mike Frye und Deborah Patterson aus der Werbeabteilung machen sich ihre Gedanken. Sie erhalten einen Brief eines Stretch Barnes aus Colorado, der sich darüber beschwert, dass Filme mit einem Mann gezeigt werden, der wie er selber aussieht. Mike kann den naiven und rauen Mann nach Hollywood bringen. Dessen Ähnlichkeit mit Smoky beeindruckt Deborah sehr. Mike und Deborah überzeugen Stretch, sich als Smoky auszugeben. Sie erzählen ihm, dass Smoky gestorben sei und nun Tausende von Kindern vom Tod ihres Idols verstört sein werden. Auch das Geld überzeugt ihn, da er von einer eigenen Ranch träumt. Zur gleichen Zeit findet Georgie den echten Smoky in einer südamerikanischen Spelunke und schanghait ihn an Bord seines Bootes.
Im Beverly Hills Hotel bereiten Mike und Deborah Stretch auf ein Treffen mit Lorrison und seiner Frau vor. Auf dem Weg zum Mocambo Nachtclub erkennt Stretch weder Elizabeth Taylor noch Clark Gable. Bei Testaufnahmen erweist sich Stretch als schlechter Schauspieler, was ihn die Filmcrew auch spüren lässt. Nur Lorrison und der Regisseur Don sind vom Erfolg überzeugt. Ohne sich die Aufnahmen anzuschauen, packt Stretch seine Sachen. Mike bringt ihn dazu, eine Kinderklinik zu besuchen. Die Kinder bewundern ihren Helden, und Stretch erklärt sich bereit, eine Tournee als Smoky durch die USA zu machen. Mit der Zeit gewöhnt sich Stretch an seine Rolle und er verliebt sich in Deborah, die ihn auf der Tournee begleitet, während Mike Werbung für die Tournee macht. Deborah lehnt einen Heiratsantrag Stretchs höflich ab, der ihr einen Ring in einer Box schenkt. Sie soll entscheiden, ob und wann sie den Ring tragen will. Deborah ruft Mike an und bittet ihn, mit ihr die Posten zu tauschen. Mike legt auf, als Georgie mit dem echten Smoky in seinem Büro auftaucht.
In New York wird Stretch von der Kritik einer Frau bewegt, die ihm vorwirft, sein Geld nicht für seine Bewunderer zu spenden, insbesondere für kranke und arme Kinder. Während Deborah von Smokys Auftauchen erfährt, gründet Stretch die Smoky Callaway Foundation für benachteiligte Kinder, in die er den größten Teil seiner Gage einzahlt. Deborah ist von dieser Geste berührt. Sie bringt es aber nicht fertig, Stretch vom Auftauchen Smokys zu erzählen, der das Geld für sich beanspruchen wird. Während Deborah und Stretch nach Los Angeles zurückkehren, bezahlt Mike einen Aufenthalt Smokys in einem Trainingscamp, um ihn wieder in Form zu bringen. Da Smoky jedoch an Alkohol kommt, kann er in betrunkenem Zustand den Filmvertrag nicht unterschreiben. Den unterschreibt nun Stretch, immer noch nicht wissend, dass Smoky wieder aufgetaucht ist.
Lorrison geht mit Mike, Deborah und Stretch in einen Nachtclub essen. Mike wird von Georgie angerufen, weil Smoky aus dem Camp entkommen und auf dem Weg nach Los Angeles ist. Als Stretch die Toilette aufsucht, erscheint der betrunkene Smoky im Nachtclub. Mike sieht ihn und führt ihn hinaus. Auf dem Parkplatz begegnen sich Smoky und Stretch, der wütend davonstürmt. Auch die reumütige Deborah kann ihn nicht beruhigen. Im Hotel erfährt Stretch von einem Anwalt, dass niemand an das Stiftungsgeld komme, sobald er den Gründungsvertrag unterschrieben hat. Stretch benachrichtigt Mike, dass er für 5.000 Dollar bei einer Wohltätigkeitsveranstaltung im Coliseum auftreten werde. Stretch plant heimlich, dort die Scharade zu entlarven. Bevor er sein Zimmer verlassen kann, taucht Smoky auf und die beiden beginnen eine Schlägerei, in die auch der hinzugeeilte Mike hineingezogen wird. Stretch schlägt Smoky und Mike k.o. und fährt zum Coliseum. Smoky kommt zu sich und hat genug von Hollywood. Er will wieder zurück nach Südamerika. Im Coliseum überzeugt Deborah Stretch, dass die Kinder ihren Helden brauchen. Sie zeigt ihm, dass sie den Ring trägt. Als Stretch in die Arena reitet, wünscht Mike Deborah viel Glück.

## Produktion

### Hintergrund
Gedreht wurde der Film von Ende April bis Anfang Juni 1951 in San Francisco, Los Angeles, auf der Iverson Movie Ranch in Chatsworth sowie in den MGM-Studios in Culver City.
Am Ende des Films wurde verkündet, dass der Film in keiner Weise den Einfluss, die staatsbürgerliche Denkweise und die vielen gemeinnützigen Beiträge amerikanischer Westernidole schmälern wolle. Diese Erklärung wurde angefügt, um den Film von bekannten Westernstars zu distanzieren, insbesondere von der zu der Zeit erfolgreichen Figur des Hopalong Cassidy, in Serials und der TV-Serie von William Boyd gespielt. Boyds Manager Ben Stabler verlangte, den Film in einer Preview zu sehen, um sicherzustellen, dass Boyds Figur nicht ungünstig dargestellt wird. Nach der Ansicht des Filmes bezeichnete Stabler die Produktion als eine gute, gekonnt gemachte Satire.

### Stab
Cedric Gibbons und Eddie Imazu oblag die künstlerische Leitung. Hugh Hunt und Edwin B. Willis waren für das Szenenbild zuständig, Helen Rose und Gile Steele für die Kostüme, William Tuttle und John Truwe für das Maskenbild. Verantwortlicher Toningenieur war Douglas Shearer. A. Arnold Gillespie und Warren Newcombe schufen die Spezialeffekte. Leiter des Orchesters war Albert Richard Sendrey.

### Besetzung
In kleinen nicht im Abspann erwähnten Nebenrollen traten Acquanetta, John Banner, Hugh Beaumont, Mae Clarke, Douglas Fowley, Ned Glass, Beatrice Gray, Mitchell Lewis, Harold Miller, Ann Robinson und Glenn Strange auf. Ebenfalls unerwähnt blieb John Maxwell als Anwalt.
Gastauftritte hatten der Redakteur Jonathan Cott, der Filmeditor Tom Daly sowie die Schauspieler Clark Gable, Elizabeth Taylor und Esther Williams.

## Synchronisation
Die deutsche Synchronfassung entstand 1989.
| Rolle                         | Schauspieler     | Deutscher Synchronsprecher |
| ----------------------------- | ---------------- | -------------------------- |
| Mike Frye                     | Fred MacMurray   | Randolf Kronberg           |
| Deborah Patterson             | Dorothy McGuire  | Kornelia Boje              |
| Stretch Barnes/Smoky Callaway | Howard Keel      | Rüdiger Bahr               |
| Georgie Markham               | Jesse White      | Jochen Striebeck           |
| Tom Lorrison                  | Fay Roope        | Herbert Weicker            |
| Martha Lorrison               | Nathalie Schafer | Heidi Treutler             |
| Johnny Terrento               | Johnny Indrisano | Karl-Heinz Krolzyk         |
| Marvin                        | Stan Freberg     | Gerhard Acktun             |
| Regisseur Don                 | Don Haggerty     | Ulf J. Söhmisch            |
| Mr. Adkins                    | Hugh Beaumont    | Alexander Allerson         |

Anmerkung: Die kursiv geschriebenen Namen sind Rollen und Darsteller, die nicht im Abspann erwähnt wurden.

## Veröffentlichung
Die Premiere des Films fand am 15. November 1951 statt. In der Bundesrepublik Deutschland wurde er am 4. Juni 1989 im deutschen Fernsehen ausgestrahlt.

## Kritiken
Der Filmkritiken-Aggregator Rotten Tomatoes hat in einer Auswertung ein Publikumsergebnis von 22 Prozent positiver Bewertungen ermittelt.
Das Lexikon des internationalen Films schrieb: „Turbulente, munter gespielte Komödie, die den Groschenheft-Cowboy im Stil von Hopalong Cassidy persifliert.“
Der Kritiker des TV Guide sah eine köstliche Parodie auf die frühen TV-Trends. Der Film sei ein großer Spaß und biete ein interessantes Porträt aus der Frühzeit des Fernsehens.